# Яшкин, Михаил Алексеевич
Михаил Алексеевич Яшкин (род. 7 ноября 1991, Омск, Россия) — русский хоккеист с чешским гражданством, защитник. Сын хоккеиста Алексея Яшкина. Старший брат чешского хоккеиста Дмитрия Яшкина.

## Биография
Родился в Омске в 1991 году. Воспитанник чешского хоккейного клуба «Всетин». В сезоне 2004/05 дебютировал в высшей лиге Чехии в возрасте 13 лет, став самым молодым хоккеистом в истории чешской экстралиги. Михаил провёл на льду 40 секунд, сыграв в одной паре со своим отцом, Алексеем Яшкиным.
С 2005 по 2010 год выступал в юниорских и молодёжных чемпионатах Чехии за команды «Всетина». В 2009 году также сыграл 3 матча за молодёжную команду хоккейного клуба «Новы-Йичин». В сезоне 2009/10 провёл один матч за «Всетин» в третьей лиге страны. В сезоне 2010/11 сыграл 6 матчей в третьей лиге за пражскую «Кобру». В сезоне 2011/12 провёл 9 матчей за команду «Бенешов» третьей лиги, после чего завершил карьеру игрока из-за проблем со здоровьем.